# بيت القطيبي (السبرة)

تعديل مصدري - تعديل

بيت القطيبي محلة تابعة لقرية الكرب، التابعة لعزلة مطاية بمديرية السبرة إحدى مديريات محافظة إب في الجمهورية اليمنية.، بلغ تعداد سكانها 49 حسب تعداد اليمن لعام 2004.